# Előpatak község
Előpatak község (románul: Comuna Vâlcele) község Kovászna megyében, Romániában. Központja Árapatak, beosztott falvai Előpatak, Erősd, Hete.

## Népessége
A 2011-es népszámlálás adatai alapján a község népessége 4475 fő volt.